# Константин I и християнството
По време на управлението на римския император Константин I (306 – 337), християнството започва да се превръща в основната религия на империята.
Историците остават несигурни относно причините, заради които Константин предпочита християнството. Теолозите и историците често спорят за това коя точно ранна форма на християнството е била поддържана от императора. Няма консенсус между учените за това дали той е приел религията на майка си, Елена Константинополска докато е млад или, както твърди Евсевий Кесарийски, я насърчил да приеме неговата религия. Според Евсевий, през октомври 312 г. Константин има видение на кръст в небето, с изписани думите ἐν τούτῳ νίκα (под този знак ти ще победиш), което го подтиква да приеме християнството. В последвалата битка на Милвийския мост в Рим Константиновите войници побеждават войските на Максенций, което е кулминацията на шестгодишния спор между двамата за титлата август на Запада.
Константин управлява Римската империя като единствен император през по-голямата част от времето си на престола. Според някои учени, основната му цел е да получи всеобщо одобрение и покорство от всички класи и вярва, че християнството е най-подходящо за политическа пропаганда и трябва да се съчетава с императорския култ. Несъмнено по време на императорите от Константиновата династия християнството се разпространява значително, ставайки държавна религия на Римската империя. Дали Константин искрено е приел християнството, или е останал лоялен на езичеството, е повод за дебат сред историците. Формалното му приемане на християнството през 312 е почти всепризнато сред учените, въпреки че е покръстен чак през 337 г. на смъртното си легло от арианския свещеник Евсевий Никомидийски; истинските причини за това остават неясни и също са повод за спорове. Според историка Ханс Полсандър, приемането на християнството от страна на Константин е просто още един инструмент, който той използва, за да запази империята цяла и под контрол.
Решението на Константин да спре гоненията на християните е решаващ момент в ранното християнство, понякога споменавано като триумф на църквата. През 313, Константин и Лициний издават Медиоланския едикт, разрешавайки християнското богослужение. Константин се превръща в голям закрилник на църквата и е почитан като светец и равноапостол от Православната църква, Нехалкедонските църкви и Източнокатолическите църкви.

## Преди Константин
Първите писмени сведения за преследвания на християни от страна на Римската империя са от 64 г. Според Тацит император Нерон опитва да обвини християните за големия пожар в Рим. Според християнската традиция по време на управлението на Нерон, апостолите Петър и Павел са превърнати в мъченици в Рим. Сред днешните историци обаче има спорове дали римското правителство разграничава християните от евреите преди измененията на еврейския данък, направени от Нерва през 96 г. След тези изменения от християните не се изисква да плащат данъка.
Два века и половина християните са жертва на спорадични и местни преследвания. Отказът им да участват в имперския култ е смятан за акт на измяна и е наказван с екзекуция. Най-широкото официално преследване е проведено от Диоклециан. По време на голямото преследване (303 – 311), императорът нарежда всички християнски домове и сгради да бъдат разрушени, а свещените им книги да бъдат иззети и изгорени. Християните са арестувани, измъчвани, осакатявани, изгаряни, оставяни да гладуват и са принуждавани да участват в гладиаторски битки за забавление на публиката. Голямото преследване официално приключва през април 311 г., когато Галерий, старши император на тетрархията, издава Сердикийския едикт за толерантност, давайки на християните правото да практикуват религията си. Въпреки това собствеността им не е върната.